# Paul LaViolette
Paul LaViolette Ph.D. (n. 1948 – d. 2022) a fost un om de stiință american creator al teoriei cineticii subcuantice ca o nouă abordare a teoriei câmpului unificat din fizică. Cinetica subcuantică descrie nu numai relațiile dintre forțele electrice, gravitaționale magnetice și nucleare în mod unitar, dar, de asemenea, rezolvă multe probleme în fizică, cum ar fi singularitatea, dualitatea undă-corpuscul și problema sursei câmpului. Pe baza acestei teorii, el a dezvoltat o cosmologie alternativă care ar înlocui teoria Big Bang.

## Biografie
Paul LaViolette s-a născut în New York, în 1948. Ambii săi părinți, Irina și Paul LaViolette, au fost oameni de stiință care au lucrat la proiectul de dezvoltare a primei bombe atomice: Proiectul Manhattan.
Paul a primit o diploma in fizică la Universitatea Johns Hopkins în 1969, un MBA la Universitatea din Chicago în 1973 și un doctorat în știința sistemelor la Universitatea de Stat din Portland în 1983. În prezent, este președinte al  institut non-profit de cercetări Starburst Foundation.

## Teorii
Cinetica subcuantică este o metodologie a microfizicii care consideră că un proces și nu o structură  stă la baza întregii lumi fizice. Propune existența eterului compus din particule subtile numite "etheron" care reacționează continuu una cu alta. Materia și energia sunt create din această transmutație continuă a eterului. Din moment ce descrie un model de sistem bazat pe o reacție unică ca pe un mod de a descrie toate fenomenele fizice observabile, cinetica subcuantică se califică ca o teorie unificată.

## Cărți
- Secrets of Antigravity Propulsion - Paul LaViolette, Ph.D. (Rochester, VT: Bear & Co., 2008), ISBN 978-1-59143-078-0
- Subquantum Kinetics: A Systems Approach to Physics and Cosmology - Paul LaViolette, Ph.D. (Schenectady, NY: Starlane Publications, 1994), ISBN 0-9642025-5-7
- Decoding the Message of the Pulsars - Paul LaViolette, Ph.D. (Rochester, VT: Bear & Co., 2006), ISBN 1-5914306-23
- Genesis of the Cosmos: The Ancient Science of Continuous Creation - Paul LaViolette, Ph.D. (Rochester, VT: Bear & Company, April 2004), ISBN 1-59143-034-8
- Earth Under Fire: Humanity's Survival of the Ice Age - Paul LaViolette, Ph.D. (Rochester, VT, Bear & Co., 2005), ISBN 1-59143-052-4

### Articole științifice
- http://adsabs.harvard.edu/full/1986ApJ...301..544L
- http://www.informaworld.com/smpp/content~db=all~content=a778548699
- http://www.etheric.com/Downloads/pioneer10.pdf
- http://adsabs.harvard.edu/full/1985Metic..20..545L
- http://www.bibliotecapleyades.net/archivos_pdf/galactic_core_explosions.pdf
- E. Laszlo et al, Goals for Mankind (Dutton, New York, 1977) (ISBN 0-525-03455-2)